# (21082) Araimasaru
(21082) Araimasaru ist ein Asteroid des Hauptgürtels, der am 13. Oktober 1991 von den japanischen Astronomen Tsutomu Hioki und Shūji Hayakawa an der Sternwarte in Okutama (IAU-Code 877) bei Tokio entdeckt wurde.
Der Asteroid wurde am 6. Januar 2003 nach dem japanischen Astronomen Masaru Arai (* 1952) benannt.